# Cúp bóng đá U-17 châu Á 2025
Cúp bóng đá U-17 châu Á 2025 là giải đấu lần thứ 21 của Cúp bóng đá U-17 châu Á (các tên gọi trước đây là Giải vô địch bóng đá U-16 châu Á và Giải vô địch bóng đá U-17 châu Á), giải đấu bóng đá quốc tế hai năm một lần được tổ chức bởi Liên đoàn bóng đá châu Á (AFC) dành cho các đội tuyển nam dưới 17 tuổi của châu Á. Vào ngày 24 tháng 5 năm 2024, AFC thông báo rằng Ả Rập Xê Út sẽ là nước đăng cai giải đấu Cúp bóng đá U-17 châu Á 2025. Nhật Bản hiện đang là nhà đương kim vô địch của giải đấu sau khi đánh bại Hàn Quốc với tỉ số 3–0 trong trận chung kết Cúp bóng đá U-17 châu Á 2023.
Tổng cộng có 16 đội tuyển sẽ tham dự giải đấu. 8 đội tuyển đứng đầu mỗi bảng đấu (4 đội nhất bảng, 4 đội nhì bảng) của giải sẽ giành quyền tham dự Giải vô địch bóng đá U-17 thế giới 2025 với tư cách là đại diện của AFC.

## Vòng loại
Các trận đấu vòng loại sẽ diễn ra trong tháng 10 năm 2024.

### Các đội tuyển vượt qua vòng loại
Có tổng cộng 16 đội tuyển bao gồm cả đội chủ nhà Ả Rập Xê Út đủ điều kiện tham dự vòng chung kết.
| Đội tuyển         | Tư cách vòng loại                | Số lần tham dự trước đây | Thành tích tốt nhất              |
| ----------------- | -------------------------------- | ------------------------ | -------------------------------- |
| Ả Rập Xê Út       | Chủ nhà                          | 12 lần                   | Vô địch (1985, 1988)             |
| CHDCND Triều Tiên | Nhất Bảng A                      | 12 lần                   | Vô địch (2010, 2014)             |
| Afghanistan       | Nhất Bảng B                      | 3 lần                    | Vòng bảng (2018, 2023)           |
| Hàn Quốc          | Nhất Bảng C                      | 16 lần                   | Vô địch (1986, 2002)             |
| Thái Lan          | Nhất Bảng D                      | 13 lần                   | Vô địch (1998)                   |
| Uzbekistan        | Nhất Bảng E                      | 11 lần                   | Vô địch (2012)                   |
| Nhật Bản          | Nhất Bảng F                      | 17 lần                   | Vô địch (1994, 2006, 2018, 2023) |
| Úc                | Nhất Bảng G                      | 8 lần                    | Bán kết (2010, 2014, 2018)       |
| UAE               | Nhất Bảng H                      | 8 lần                    | Á quân (1990)                    |
| Yemen             | Nhất Bảng I                      | 8 lần                    | Á quân (2002)                    |
| Tajikistan        | Nhất Bảng J                      | 5 lần                    | Á quân (2018)                    |
| Trung Quốc        | Đội nhì bảng xuất sắc đứng thứ 1 | 16 lần                   | Vô địch (1992, 2004)             |
| Việt Nam          | Đội nhì bảng xuất sắc đứng thứ 2 | 9 lần                    | Hạng tư (2000)                   |
| Indonesia         | Đội nhì bảng xuất sắc đứng thứ 3 | 7 lần                    | Hạng tư (1990)                   |
| Iran              | Đội nhì bảng xuất sắc đứng thứ 4 | 13 lần                   | Vô địch (2008)                   |
| Oman              | Đội nhì bảng xuất sắc đứng thứ 5 | 11 lần                   | Vô địch (1996, 2000)             |

## Bốc thăm
Lễ bốc thăm cho vòng chung kết được tổ chức vào ngày 23 tháng 1 năm 2025. 16 đội được bốc thăm chia thành bốn bảng gồm bốn đội, với các đội được xếp hạt giống theo thành tích của họ tại vòng loại và vòng chung kết Cúp bóng đá U-17 châu Á 2023. Chủ nhà Ả Rập Xê Út tự động được phân vào vị trí A1 trong lễ bốc thăm.
| Nhóm 1                                                              | Nhóm 2                             | Nhóm 3                                                 | Nhóm 4                                           |
| ------------------------------------------------------------------- | ---------------------------------- | ------------------------------------------------------ | ------------------------------------------------ |
| 1. Ả Rập Xê Út (Nước chủ nhà) 2. Nhật Bản 3. Hàn Quốc 4. Uzbekistan | 1. Iran 2. Yemen 3. Úc 4. Thái Lan | 1. Afghanistan 2. Tajikistan 3. Trung Quốc 4. Việt Nam | 1. Indonesia 2. Oman 3. UAE 4. CHDCND Triều Tiên |

## Vòng bảng

### Bảng A
| VT | Đội             | ST | T | H | B | BT | BB | HS | Đ | Giành quyền tham dự                                                |
| -- | --------------- | -- | - | - | - | -- | -- | -- | - | ------------------------------------------------------------------ |
| 1  | Uzbekistan      | 3  | 3 | 0 | 0 | 9  | 2  | +7 | 9 | Giải vô địch bóng đá U-17 thế giới 2025 và Vòng đấu loại trực tiếp |
| 2  | Ả Rập Xê Út (H) | 3  | 2 | 0 | 1 | 5  | 5  | 0  | 6 | Giải vô địch bóng đá U-17 thế giới 2025 và Vòng đấu loại trực tiếp |
| 3  | Trung Quốc      | 3  | 1 | 0 | 2 | 4  | 4  | 0  | 3 |                                                                    |
| 4  | Thái Lan        | 3  | 0 | 0 | 3 | 2  | 9  | −7 | 0 |                                                                    |

| Uzbekistan                                                    | 4–1      | Thái Lan    |
| ------------------------------------------------------------- | -------- | ----------- |
| - Khasanov 2' - Sarsenbaev 13' - Aliev 80' - Shukurullaev 85' | Chi tiết | - Mexes 40' |

| Ả Rập Xê Út                     | 2–1      | Trung Quốc             |
| ------------------------------- | -------- | ---------------------- |
| - Matari 11' - Al-Daghnah 45+2' | Chi tiết | - Ngụy Tường Tâm 90+8' |

| Trung Quốc              | 1–2      | Uzbekistan                   |
| ----------------------- | -------- | ---------------------------- |
| - Trương Thành Thụy 33' | Chi tiết | - Khasanov 45+1' - Aliev 86' |

| Thái Lan       | 1–3      | Ả Rập Xê Út                             |
| -------------- | -------- | --------------------------------------- |
| - Siwakorn 17' | Chi tiết | - Dahal 29' - Sufyani 75' - Barnawi 78' |

| Thái Lan | 0–2      | Trung Quốc                                 |
| -------- | -------- | ------------------------------------------ |
|          | Chi tiết | - Bunyamin 56' (ph.đ.) - Giang Chí Cần 59' |

| Ả Rập Xê Út | 0–3      | Uzbekistan                              |
| ----------- | -------- | --------------------------------------- |
|             | Chi tiết | - Rustamov 57' (ph.đ.), 69' - Aliev 63' |

### Bảng B
| VT | Đội      | ST | T | H | B | BT | BB | HS | Đ | Giành quyền tham dự                                                |
| -- | -------- | -- | - | - | - | -- | -- | -- | - | ------------------------------------------------------------------ |
| 1  | Nhật Bản | 3  | 1 | 1 | 1 | 7  | 5  | +2 | 4 | Giải vô địch bóng đá U-17 thế giới 2025 và Vòng đấu loại trực tiếp |
| 2  | UAE      | 3  | 1 | 1 | 1 | 4  | 5  | −1 | 4 | Giải vô địch bóng đá U-17 thế giới 2025 và Vòng đấu loại trực tiếp |
| 3  | Úc       | 3  | 1 | 1 | 1 | 4  | 5  | −1 | 4 |                                                                    |
| 4  | Việt Nam | 3  | 0 | 3 | 0 | 3  | 3  | 0  | 3 |                                                                    |

| Úc             | 1–1      | Việt Nam                    |
| -------------- | -------- | --------------------------- |
| - MacNicol 41' | Chi tiết | - Hoàng Trọng Duy Khang 49' |

| Nhật Bản                                 | 4–1      | UAE            |
| ---------------------------------------- | -------- | -------------- |
| - Yoshida 3', 15' - Kamo 34' - Asada 83' | Chi tiết | - Mohammed 71' |

| Việt Nam                     | 1–1      | Nhật Bản      |
| ---------------------------- | -------- | ------------- |
| - Trần Gia Bảo 90+5' (ph.đ.) | Chi tiết | - Yoshida 13' |

| UAE                                  | 2–0      | Úc |
| ------------------------------------ | -------- | -- |
| - Mayed Khamis 9' - Mohamed Buti 52' | Chi tiết |    |

| Nhật Bản               | 2–3      | Úc                                            |
| ---------------------- | -------- | --------------------------------------------- |
| - Fujita 7' - Tani 86' | Chi tiết | - Miliner 51' - Anastasio 71' - Garbowski 74' |

| Việt Nam                    | 1–1      | UAE          |
| --------------------------- | -------- | ------------ |
| - Hoàng Trọng Duy Khang 23' | Chi tiết | - Faisal 87' |

### Bảng C
| VT | Đội         | ST | T | H | B | BT | BB | HS  | Đ | Giành quyền tham dự                                                |
| -- | ----------- | -- | - | - | - | -- | -- | --- | - | ------------------------------------------------------------------ |
| 1  | Indonesia   | 3  | 3 | 0 | 0 | 7  | 1  | +6  | 9 | Giải vô địch bóng đá U-17 thế giới 2025 và Vòng đấu loại trực tiếp |
| 2  | Hàn Quốc    | 3  | 2 | 0 | 1 | 7  | 1  | +6  | 6 | Giải vô địch bóng đá U-17 thế giới 2025 và Vòng đấu loại trực tiếp |
| 3  | Yemen       | 3  | 1 | 0 | 2 | 3  | 5  | −2  | 3 |                                                                    |
| 4  | Afghanistan | 3  | 0 | 0 | 3 | 0  | 10 | −10 | 0 |                                                                    |

| Hàn Quốc | 0–1      | Indonesia        |
| -------- | -------- | ---------------- |
|          | Chi tiết | - Florasta 90+1' |

| Yemen                                  | 2–0      | Afghanistan |
| -------------------------------------- | -------- | ----------- |
| - Al-Raawi 24' - Al-Garash 27' (ph.đ.) | Chi tiết |             |

| Indonesia                                            | 4–1      | Yemen                   |
| ---------------------------------------------------- | -------- | ----------------------- |
| - Gholy 15' - Alberto 25' - Evandra 87' (ph.đ.), 89' | Chi tiết | - Al-Garash 52' (ph.đ.) |

| Afghanistan | 0–6      | Hàn Quốc                                                                                                   |
| ----------- | -------- | --- |
|             | Chi tiết | - Jung Hee-jung 3' - Kim Ye-geon 9' (ph.đ.) - Kim Eun-song 17', 70' - Oh Ha-ram 51' - Park Byeong-chan 66' |

| Hàn Quốc            | 1–0      | Yemen |
| ------------------- | -------- | ----- |
| - Kim Eun-seong 29' | Chi tiết |       |

| Afghanistan | 0–2      | Indonesia                     |
| ----------- | -------- | ----------------------------- |
|             | Chi tiết | - Alberto 90+4' - Gholy 90+6' |

### Bảng D
| VT | Đội               | ST | T | H | B | BT | BB | HS | Đ | Giành quyền tham dự                                                |
| -- | ----------------- | -- | - | - | - | -- | -- | -- | - | ------------------------------------------------------------------ |
| 1  | Tajikistan        | 3  | 2 | 0 | 1 | 5  | 5  | 0  | 6 | Giải vô địch bóng đá U-17 thế giới 2025 và Vòng đấu loại trực tiếp |
| 2  | CHDCND Triều Tiên | 3  | 1 | 2 | 0 | 6  | 3  | +3 | 5 | Giải vô địch bóng đá U-17 thế giới 2025 và Vòng đấu loại trực tiếp |
| 3  | Oman              | 3  | 1 | 1 | 1 | 6  | 6  | 0  | 4 |                                                                    |
| 4  | Iran              | 3  | 0 | 1 | 2 | 4  | 7  | −3 | 1 |                                                                    |

| Tajikistan                        | 2–1      | Oman               |
| --------------------------------- | -------- | ------------------ |
| - Zarifzoda 3' - Ashuralizoda 49' | Chi tiết | - Al-Mashaykhi 11' |

| Iran         | 1–1      | CHDCND Triều Tiên    |
| ------------ | -------- | -------------------- |
| - Sahneh 24' | Chi tiết | - Choe Chung-hyok 8' |

| CHDCND Triều Tiên                           | 3–0      | Tajikistan |
| ------------------------------------------- | -------- | ---------- |
| - Pak Kwang-song 50', 58' - Ri Kang-rim 82' | Chi tiết |            |

| Oman                                         | 3–2      | Iran                              |
| -------------------------------------------- | -------- | --------------------------------- |
| - Al-Rashdi 53' - Al-Amrani 74' (ph.đ.), 89' | Chi tiết | - Beheshti 40' - Kheradpisheh 54' |

| Iran                   | 1–3      | Tajikistan                                   |
| ---------------------- | -------- | -------------------------------------------- |
| - Gharahchomaghloo 52' | Chi tiết | - Odilzoda 12' - Shoev 67' - Ibragimzoda 89' |

| Oman                           | 2–2      | CHDCND Triều Tiên                  |
| ------------------------------ | -------- | ---------------------------------- |
| - Al-Maamari 65' - Salam 90+8' | Chi tiết | - Kim Yu-jin 10' - Ri Kang-rim 74' |

## Vòng loại trực tiếp
Ở vòng loại trực tiếp, hiệp phụ và loạt sút luân lưu được sử dụng để quyết định người chiến thắng nếu cần thiết.
Cả tám đội lọt vào vòng loại trực tiếp đều đủ điều kiện tham dự Giải vô địch bóng đá U-17 thế giới 2025.

### Sơ đồ
|  | Tứ kết            | Tứ kết            |                 |       | Bán kết | Bán kết |  |  | Chung kết | Chung kết |
|  |                   |                   |                 |       |         |         |  |  |           |           |
|  | 13 tháng 4        |                   |                 |       |         |         |  |  |           |           |
|  |                   |                   |                 |       |         |         |  |  |           |           |
|  | Uzbekistan        | 3                 |                 |       |         |         |  |  |           |           |
|  | Uzbekistan        | 3                 | 17 tháng 4      |       |         |         |  |  |           |           |
|  | UAE               | 1                 |                 |       |         |         |  |  |           |           |
|  | UAE               | 1                 | Uzbekistan      | 3     |         |         |  |  |           |           |
|  | 14 tháng 4        |                   | Uzbekistan      | 3     |         |         |  |  |           |           |
|  |                   | CHDCND Triều Tiên | 0               |       |         |         |  |  |           |           |
|  | Indonesia         | CHDCND Triều Tiên | 0               | 0     |         |         |  |  |           |           |
|  | Indonesia         |                   | 20 tháng 4      | 0     |         |         |  |  |           |           |
|  | CHDCND Triều Tiên | 6                 |                 |       |         |         |  |  |           |           |
|  | CHDCND Triều Tiên | 6                 | Uzbekistan      | 2     |         |         |  |  |           |           |
|  | 13 tháng 4        |                   | Uzbekistan      | 2     |         |         |  |  |           |           |
|  |                   | Ả Rập Xê Út       | 0               |       |         |         |  |  |           |           |
|  | Nhật Bản          | Ả Rập Xê Út       | 0               | 2 (2) |         |         |  |  |           |           |
|  | Nhật Bản          | 17 tháng 4        |                 | 2 (2) |         |         |  |  |           |           |
|  | Ả Rập Xê Út (p)   | 2 (3)             |                 |       |         |         |  |  |           |           |
|  | Ả Rập Xê Út (p)   | 2 (3)             | Ả Rập Xê Út (p) | 1 (3) |         |         |  |  |           |           |
|  | 14 tháng 4        |                   | Ả Rập Xê Út (p) | 1 (3) |         |         |  |  |           |           |
|  |                   | Hàn Quốc          | 1 (1)           |       |         |         |  |  |           |           |
|  | Tajikistan        | Hàn Quốc          | 1 (1)           | 2 (3) |         |         |  |  |           |           |
|  | Tajikistan        |                   |                 | 2 (3) |         |         |  |  |           |           |
|  | Hàn Quốc (p)      | 2 (5)             |                 |       |         |         |  |  |           |           |
|  | Hàn Quốc (p)      | 2 (5)             |                 |       |         |         |  |  |           |           |

### Tứ kết
| Nhật Bản                                 | 2–2      | Ả Rập Xê Út                                |
| ---------------------------------------- | -------- | ------------------------------------------ |
| - Seguchi 9' (ph.đ.) - Asada 72'         | Chi tiết | - A. Saeed 17' (ph.đ.) - Dahal 37'         |
| Loạt sút luân lưu                        |          |                                            |
| - Asada - Yoshida - Kamo - Fujii - Hariu | 2–3      | - Alfihani - Aldosari - T. Saeed - Tawashi |

| Uzbekistan                               | 3–1      | UAE        |
| ---------------------------------------- | -------- | ---------- |
| - Aliev 14', 36' - Sodikov 45+5' (ph.đ.) | Chi tiết | - Buti 67' |

| Indonesia | 0–6      | CHDCND Triều Tiên |
| --------- | -------- | --- |
|           | Chi tiết | - Choe Song-hun 7' - Kim Yu-jin 19' - Ri Kyong-bong 48' - Kim Tae-guk 60' (ph.đ.) - Ri Kang-rim 61' - Pak Ju-won 77' |

| Tajikistan                                     | 2–2      | Hàn Quốc                                                                  |
| ---------------------------------------------- | -------- | ------------------------------------------------------------------------- |
| - Nazriev 83' - Ibragimzoda 85'                | Chi tiết | - Jeong Hyeon-ung 67' - Kim Ji-sung 90+9' (ph.đ.)                         |
| Loạt sút luân lưu                              |          |                                                                           |
| - Zarifzoda - Rahimzoda - Shoev - Ashuralizoda | 3–5      | - Kim Ye-geon - Kim Ji-sung - Kim Eun-seong - So Yoon-woo - Koo Hyeon-bin |

### Bán kết
| Ả Rập Xê Út                            | 1–1      | Hàn Quốc                                                     |
| -------------------------------------- | -------- | ------------------------------------------------------------ |
| A. Saeed 90+12' (ph.đ.)                | Chi tiết | Oh Ha-ram 45'                                                |
| Loạt sút luân lưu                      |          |                                                              |
| - Alfawaz - Dahal - Sufyani - T. Saeed | 3–1      | - Kim Ji-sung - Kim Min-chan - Jeong Hyeon-ung - Kim Do-yeon |

| Uzbekistan                                       | 3–0      | CHDCND Triều Tiên |
| ------------------------------------------------ | -------- | ----------------- |
| - Khasanov 31' - Rustamov 62' - Shukurullaev 65' | Chi tiết |                   |

### Chung kết
| Uzbekistan                            | 2–0      | Ả Rập Xê Út |
| ------------------------------------- | -------- | ----------- |
| - Khakimov 51' (ph.đ.) - Khasanov 70' | Chi tiết |             |

## Đội vô địch
| Đội vô địch cúp bóng đá U-17 châu Á 2025 |
| ---------------------------------------- |
| · Uzbekistan · Lần thứ hai               |

## Giải thưởng
Các giải thưởng sau đây đã được trao sau khi giải đấu kết thúc:
| Vua phá lưới                | Cầu thủ hay nhất   | Thủ môn xuất sắc nhất  | Đội đoạt giải phong cách |
| --------------------------- | ------------------ | ---------------------- | ------------------------ |
| Asilbek Aliev (5 bàn thắng) | Sadriddin Khasanov | Nematulloh Rustamjonov | Ả Rập Xê Út              |

## Cầu thủ ghi bàn
Đã có 101 bàn thắng ghi được trong 31 trận đấu, trung bình 3.26 bàn thắng mỗi trận đấu.
5 bàn thắng
- Asilbek Aliev

4 bàn thắng
- Sadriddin Khasanov

3 bàn thắng
- Evandra Florasta
- Minato Yoshida
- Ri Kang-rim
- Kim Eun-seong
- Jamshidbek Rustamov

2 bàn thắng
- Fadly Alberto
- Zahaby Gholy
- Hiroto Asada
- Kim Yu-jin
- Pak Kwang-song
- Ahmed Al-Amrani
- Sabri Dahal
- Abu Baker Saeed
- Oh Ha-ram
- Abdullo Ibragimzoda
- Mohamed Buti
- Abubakir Shukurullaev
- Hoàng Trọng Duy Khang
- Mohammed Al-Garash

1 bàn thắng
- Max Anastasio
- Alexander Garbowski
- Quinn MacNicol
- Miles Miliner
- Bunyamin Abdulsalam
- Jiang Zhiqin
- Wei Xiangxin
- Zhang Chengrui
- Mahan Bereshti
- Omid Gharahchomaghloo
- Ehsan Kheradpisheh
- Mehdi Sahneh
- Asuto Fujita
- Yuito Kamo
- Taiga Seguchi
- Daichi Tani
- Choe Chung-hyok
- Choe Song-hun
- Kim Tae-guk
- Pak Ju-won
- Ri Kyong-bong
- Osama Al-Maamari
- Mohammed Al-Mashaykhi
- Al-Walid Al-Rashdi
- Al-Walid Salam
- Osamah Al-Daghnah
- Mukhtar Ali Barnawi
- Abdulhadi Matari
- Abdulrahman Sufyani
- Jeong Hyeon-ung
- Jung Hee-jung
- Kim Ji-sung
- Kim Ye-geon
- Park Byeong-chan
- Nazrullo Ashuralizoda
- Mukhammad Nazriev
- Mekhrubon Odilzoda
- Akhmadchon Shoev
- Zarif Zarifzoda
- Silva Mexes
- Siwakorn Phonsan
- Mayed Adel
- Hazaa Faisal
- Faysal Mohammed
- Muhammad Khakimov
- Nurbek Sarsenbaev
- Sayfiddin Sodikov
- Trần Gia Bảo
- Mohammed Al-Raawi

## Các đội tuyển giành quyền tham dự FIFA U-17 World Cup
Chín đội sau đây từ AFC đủ điều kiện tham dự Giải vô địch bóng đá U-17 thế giới 2025; Qatar tự động đủ điều kiện với tư cách là chủ nhà.
| Đội tuyển         | Ngày vượt qua vòng loại | Số lần tham dự trước đây tại Giải vô địch bóng đá U-17 thế giới1 |
| ----------------- | ----------------------- | ---------------------------------------------------------------- |
| Qatar             | 14 tháng 3 năm 2024     | 7 (1985, 1987, 1991, 1993, 1995, 1999, 2005)                     |
| Uzbekistan        | 6 tháng 4 năm 2025      | 3 (2011, 2013, 2023)                                             |
| Ả Rập Xê Út       | 6 tháng 4 năm 2025      | 3 (1985, 1987, 1989)                                             |
| Indonesia         | 7 tháng 4 năm 2024      | 1 (2023)                                                         |
| Nhật Bản          | 10 tháng 4 năm 2025     | 10 (1993, 1995, 2001, 2007, 2009, 2011, 2013, 2017, 2019, 2023)  |
| Hàn Quốc          | 10 tháng 4 năm 2025     | 7 (1987, 2003, 2007, 2009, 2015, 2019, 2023)                     |
| UAE               | 10 tháng 4 năm 2025     | 3 (1991, 2009, 2013)                                             |
| CHDCND Triều Tiên | 11 tháng 4 năm 2025     | 5 (2005, 2007, 2011, 2015, 2017)                                 |
| Tajikistan        | 11 tháng 4 năm 2025     | 2 (2007, 2019)                                                   |

1Chữ đậm là các năm mà đội đó vô địch. Chữ nghiêng là các năm mà đội đó làm chủ nhà.